# 奧芬布倫格拉本河
49°10′44″N 10°52′01″E / 49.17888°N 10.86684°E
奧芬布倫格拉本河是德國的河流，位於該國東南部，由巴伐利亞負責管轄，屬於賴謝茨格拉本河的支流，河道全長1.5公里，流域面積2平方公里，流經魏森堡-貢岑豪森縣。